# Tôn Thất
Tôn Thất (chữ Hán: 尊室, chữ Tôn đáng ra phải là Tông [宗] (trong tổ tông), nhưng do kỵ tên huý vua Thiệu Trị nên đổi là Tôn) vốn là danh hiệu đặt cho nam giới là hậu duệ không thuộc nhánh thừa kế là Nguyễn Phúc của Hoàng tộc nhà Nguyễn. Do sự chuyển biến của lịch sử Việt Nam trong giai đoạn thế kỷ 19-20, Tôn Thất dần được tách khỏi họ Nguyễn và trở thành một họ độc lập.
Nhiều người Việt hiện nay hay hiểu nhầm họ Tôn Thất (尊室) và họ Tôn (孫) là cùng một họ, do chữ Quốc ngữ chỉ có thể biểu âm, không biểu nghĩa rõ ràng như chữ Hán và chữ Nôm. Như giáo sư Tôn Thất Bách có người con trai được đặt tên là Tôn Hiếu Anh.